# Pablo Ramírez González
Pablo Ramírez González, más conocido como Pablo Ramírez, (Málaga, 25 de febrero de 2001) es un jugador de fútbol sala español que juega como pívot en el Jimbee Cartagena de la Primera División de fútbol sala y en la Selección de fútbol sala de España.

## Carrera
Pablo comenzó su carrera en el Coineña FS con el que llegó a jugar en la Segunda División B del fútbol sala. 
En la temporada 2021-22, firma por el Universidad de Málaga Antequera de la Segunda División de fútbol sala. 
El 15 de mayo de 2022, logra el título de la Copa del Rey de fútbol sala con el Universidad de Málaga Antequera, al vencer en la final al Viña Albali Valdepeñas por tres goles a dos.
Al término de la temporada 2021-22, lograría el ascenso con el conjunto antequerano a la Primera División de fútbol sala.
El 23 de diciembre de 2022, hace su debut con la Selección de fútbol sala de España, con la que consigue un gol en un partido frente a Finlandia.
El 24 de enero de 2023, firma por el Jimbee Cartagena de la Primera División de fútbol sala hasta 2026.
El 16 de julio de 2023, es nombrado jugador revelación de la temporada 2022-23 en la Primera División de fútbol sala.
El 23 de junio de 2024, logra el título de la Primera División de fútbol sala con el Jimbee Cartagena al vencer en la final a ElPozo Murcia por tres victorias a uno en el cuarto partido de la final.

## Clubes
- Coineña FS (2020-2021)
- Universidad de Málaga Antequera (2021-2023)
- Jimbee Cartagena (2023-)

## Palmarés

### Individual
- Jugador revelación de la temporada 2022-23 en la Primera División de fútbol sala.
- Máximo goleador de la Primera División de Fútbol Sala 2024-2025 empatado o compartido con 3 jugadores más.

### Colectivos
- 1 x Copa del Rey de fútbol sala (2022)
- 1 x Segunda División de fútbol sala (2022)
- 2 x Supercopa de España (2024) (2025)
- 2 x Primera División de fútbol sala (2024) (2025)